# Вітання з Фукусіми
«Вітання з Фукусіми» (нім. Grüße aus Fukushima) — німецький драматичний фільм, знятий Доріс Деррі. Світова прем'єра стрічки відбулась 13 лютого 2016 року на Берлінському міжнародному кінофестивалі. Фільм розповідає про молоду жінку, яка їде до Фукусіми після аварії на Першій Фукусімській АЕС.

## У ролях
- Розалія Томас — Марі
- Каорі Момої — Сатомі
- Намі Камата —  Намі
- Ая Ірізукі

## Визнання
| Нагороди та номінації фільму «Вітання з Фукусіми» | Нагороди та номінації фільму «Вітання з Фукусіми» | Нагороди та номінації фільму «Вітання з Фукусіми» | Нагороди та номінації фільму «Вітання з Фукусіми» | Нагороди та номінації фільму «Вітання з Фукусіми» | Нагороди та номінації фільму «Вітання з Фукусіми» |
| Рік                                               | Кінопремія / Кінофестиваль                        | Категорія / Нагорода                              | Номінант                                          | Результат                                         |                                                   |
| ------------------------------------------------- | ------------------------------------------------- | ------------------------------------------------- | ------------------------------------------------- | ------------------------------------------------- | ------------------------------------------------- |
| 2016                                              | Берлінський міжнародний кінофестиваль             | Найкращий фільм «Панорами»                        | «Вітання з Фукусіми»                              | 2-ге місце                                        |                                                   |
| 2016                                              | Берлінський міжнародний кінофестиваль             | Нагорода C.I.C.A.E.                               | «Вітання з Фукусіми»                              | Перемога                                          |                                                   |
| 2016                                              | Берлінський міжнародний кінофестиваль             | Приз імені Гайнера Карова                         | «Вітання з Фукусіми»                              | Перемога                                          |                                                   |
| 2016                                              | Кінопремія Німеччини                              | Найкращий фільм                                   | «Вітання з Фукусіми»                              | Номінація                                         |                                                   |
| 2016                                              | Кінопремія Німеччини                              | Найкраща акторка                                  | Розалія Томас                                     | Номінація                                         |                                                   |
| 2016                                              | Одеський міжнародний кінофестиваль                | Найкращий фільм                                   | «Вітання з Фукусіми                               | Номінація                                         |                                                   |